# Unidades de Conservação do Piauí
Atualmente, o Piauí possui 12,41%, do seu território protegido por unidades de conservação, das quais 13 são unidades estaduais e 17 são unidades de conservação federais. Com as novas unidades, passará para 35 unidades entre federais e estaduais.
A criação dessas Unidades de Conservação foi precedida de estudos e audiências públicas contando com a participação de comunidades e representantes de instituições públicas e organizações não governamentais. 

## Federal

### Parques Nacionais
- Parque Nacional das Nascentes do Rio Parnaíba
- Parque Nacional da Serra da Capivara
- Parque Nacional da Serra das Confusões
- Parque Nacional de Sete Cidades

### Floresta Nacional
- Floresta Nacional de Palmares

### Estação Ecológica
- Estação Ecológica Uruçuí-Una

### Reserva Extrativista
- Reserva Extrativista Marinha do Delta do Parnaíba

### Área de Proteção Ambiental
- Área de Proteção Ambiental Chapada do Araripe
- Área de Proteção Ambiental Delta do Parnaíba
- Área de Proteção Ambiental Serra da Ibiapaba
- Área de Proteção Ambiental Serra da Tabatinga

### Reserva Biológica
- Reserva Biológica da Serra Vermelha

## Estadual

### Parques Estaduais
- Parque Estadual Cânion do Rio Poti
- Parque Estadual do Rangel (Curimatá e Redenção do Gurgueia)
- Parque Estadual Serra dos Matões
- Parque Estadual da Serra de Santo Antônio
- Parque Estadual Zoobotânico

### Área de Interesse Ecológico
- Área de Relevante Interesse Ecológico da Lagoa do Portinho[2] (Luís Correia e Parnaíba)

### Monumento Natural
- Monumento Natural Estadual das Itans (Cajueiro da Praia)
- Pedra do Castelo
- Pedra do Sal

### Estação Ecológica
- Estação Ecológica da Chapada da Serra Branca (Brejo do Piauí, Jurema, São Braz do Piauí e São Raimundo Nonato)

### Área de Proteção Ambiental
- Área de Proteção Ambiental dos Altos Cursos dos Rios Gurgueia e Uruçuí-Vermelho (Barreiras do Piauí, Gilbués e São Gonçalo do Gurgueia)
- Área de Proteção Ambiental da Cachoeira do Urubu (Batalha e Esperantina)
- Área de Proteção Ambiental das Nascentes do Rio Canindé (Acauã)
- Área de Proteção Ambiental das Nascentes do Rio Longá (Alto Longá)
- Área de Proteção Ambiental das Nascentes do Rio Uruçuí-Preto (Baixa Grande do Ribeiro, Bom Jesus, Gilbués, Monte Alegre do Piauí e Santa Filomena)
- Área de Proteção Ambiental de Ingazeiras (Paulistana)
- Área de Proteção Ambiental da Lagoa do Nazaré (Nazaré do Piauí e São Francisco do Piauí)

## Municipal

### Monumento Natural
- Floresta Fóssil de Teresina

### Área de Proteção Ambiental
- Área de Proteção Ambiental Lagoa de Parnaguá (Parnaguá)

## Particular
- Reserva Particular do Patrimônio Natural Fazenda Boqueirão (Canavieira) - 27 458 hectares
- Reserva Particular do Patrimônio Natural Fazenda Boqueirão dos Frades (Pau d'Arco do Piauí) - 578 hectares
- Reserva Particular do Patrimônio Natural Fazenda Centro (Buriti dos Lopes)
- Reserva Particular do Patrimônio Natural Marvão (Castelo do Piauí) - 5 096 hectares
- Reserva Particular do Patrimônio Natural Recanto da Serra Negra (Piracuruca) - 179 hectares[3]
- Reserva Particular do Patrimônio Natural Santa Maria de Tapuã (Teresina)